# 川甘火绒草
川甘火绒草（学名：Leontopodium chui）为菊科火绒草属的植物，是中国的特有植物。分布于中国大陆的四川、甘肃等地，生长于海拔2,000米至3,000米的地区，一般生于灌丛、亚高山的草地及黄土坡地，目前尚未由人工引种栽培。